# 아티 (차드)
아티(프랑스어: Ati)는 차드 중부에 위치한 도시로, 바타 주의 주도이며 인구는 25,373명(2008년 기준)이다.

## 인구 변화
| 연도 | 인구   |
| ---- | ------ |
| 1993 | 17,727 |
| 2008 | 25,373 |